# Catalaphyllia
Genre
Catalaphyllia est un genre de corail dur des océans indien et pacifique, de la famille des Euphylliidae.

## Liste d'espèces
Selon ITIS (26 février 2015) :
- Catalaphyllia jardinei (Saville-Kent, 1893)
- Catalaphyllia plicata (Milne-Edwards & Haime, 1857) — synonyme du précédent selon World Register of Marine Species (26 février 2015)[2]

## Référence
- Wells : Notes on Indo-Pacific scleractinian corals. Part 7. Catalaphyllia, a new genus of reef corals. Pacific Science 25 p. 368–371. Texte original